# Gilgronis d'Austin
Maillots
Les Gilgronis d'Austin (officiellement en anglais : Austin Gilgronis) est un club américain de rugby à XV basé à Austin. Créé en 2017, il évolue en Major League Rugby.

## Historique
Alors que le projet de la Major League Rugby est dévoilé en février 2017, la ville de Houston fait partie des neuf membres initialement désignés, sous l'égide des Austin Huns. Le club du Austin Elite est finalement créé dans l'année. Il fait ainsi partie des sept équipes participant à l'édition inauguratrice.
En amont de la saison 2020, le club change de nom pour devenir le Austin Herd au mois de septembre 2019. Cette nouvelle identité n'est finalement que temporaire : alors que la société d'investissement australienne Loyals LLC rachète la franchise en janvier 2020, cette dernière est renommée en tant que Austin Gilgronis. L'équipe est par ailleurs relocalisée sur le terrain annexe des infrastructures du circuit des Amériques.
Durant la saison 2022, alors que des irrégularités financières sont suspectées concernant le plafond salarial autorisé, l'équipe est disqualifiée par les instances de la Ligue, ces dernières déclarant qu'elles se sont vues refuser la possibilité de mener une enquête. Les Giltinis de Los Angeles, l'autre franchise de la ligue également entre les mains de Adam Gilchrist, connaîtra le même sort quelques jours plus tard. La participation des deux franchises n'est pas reconduite pour la saison suivante.

## Identité visuelle

### Nom
Le terme Gilgroni fait référence à un « nouveau cocktail de la taille du Texas », à base de Negroni.

### Logo

Évolution du logo
Logo du Austin Elite pour la saison 2018.
Logo du Austin Elite pour la saison 2019.
Logo du Austin Herd.
Logo des Austin Gilgronis depuis janvier 2020.

## Joueurs emblématiques

### Joueurs internationaux à XV
- Wilton Rebolo
- Cole Davis (en)
- Jeff Hassler
- Reegan O'Gorman (en)
- Marcelo Torrealba
- Frank Halai
- Jamie Mackintosh
- Isaac Ross
- Pele Cowley
- Kurt Morath
- Juan Echeverría (en)
- Rodrigo Silva
- Marcel Brache
- Bryce Campbell
- Will Magie
- Faka'osi Pifeleti (en)
- Paddy Ryan (en)
- Roland Suniula (en)
- Ruben de Haas

### Autres joueurs
- Peni Tagive (en)
- Sebastian de Chaves (en)